# Euploea maria
Euploea maria är en fjärilsart som beskrevs av Gustaaf Hulstaert 1931. Euploea maria ingår i släktet Euploea och familjen praktfjärilar. Inga underarter finns listade i Catalogue of Life.